# Бычьи лягушки
Бычьи лягушки (лат. Kaloula) — род земноводных из семейства Узкороты. Включает 16 видов.

## Описание
Общая длина представителей этого рода колеблется от 5 до 9 см. Голова короткая, массивная. Глаза среднего размера. Туловище большое, у большинства видов округлое с короткими, но мощными конечностями. Фоновая окраска преимущественно тёмная с большими светлыми пятнами, расположенными хаотично (у одних видов) или симметрично по бокам (у других).

## Образ жизни
Живут в тропических лесах во влажных местах вблизи водоёмов. Активны преимущественно в сумерках. Питаются в основном насекомыми.
Это яйцекладущие амфибии.

## Распространение
Встречаются от Индии, Шри-Ланки, Бангладеш до Филиппин и Больших Зондских островов, а также в Китае и на Корейском полуострове.

## Классификация
На ноябрь 2018 года в род включают 19 видов:
- Kaloula assamensis Das at al., 2005
- Kaloula aureata Nutphand, 1989
- Kaloula baleata (Müller, 1836) — Краснопятнистая бычья лягушка
- Kaloula borealis (Barbour, 1908) — Дальневосточная бычья лягушка
- Kaloula conjuncta (Peters, 1863) — Филиппинская бычья лягушка
- Kaloula ghoshi Cherchi, 1954
- Kaloula indochinensis Chan at al., 2013
- Kaloula kalingensis Taylor, 1922
- Kaloula kokacii Ross & Gonzales, 1992
- Kaloula latidisca Chan, Grismer & Brown, 2014
- Kaloula mediolineata Smith, 1917 — Сиамская бычья лягушка
- Kaloula nonggangensis Mo at al., 2013
- Kaloula picta (Duméril & Bibron, 1841) — Расписная бычья лягушка
- Kaloula pulchra Gray, 1831 — Украшенная бычья лягушка, или индийская бычья лягушка
- Kaloula rigida Taylor, 1922 — Лусонская бычья лягушка
- Kaloula rugifera Stejneger, 1924 — Зелёная бычья лягушка
- Kaloula taprobanica Parker, 1934
- Kaloula verrucosa Boulenger, 1904 — Бугорчатая бычья лягушка
- Kaloula walteri Diesmos at al., 2002